# Jan Borkowski (gleboznawca)
Jan Borkowski (ur. 12 lipca 1926 w Gawryłowcach na Wileńszczyźnie, zm. 24 listopada 2011) – polski gleboznawca, profesor Akademii Rolniczej we Wrocławiu i Uniwersytetu Wrocławskiego.

## Życiorys
W 1951 ukończył studia na Wydziale Rolniczym Uniwersytetu i Politechniki we Wrocławiu, ale już rok wcześniej rozpoczął pracę jako zastępca asystenta w Katedrze Gleboznawstwa i w 1960 obronił pracę doktorską w zakresie nauk rolno-leśnych pod kierunkiem prof. dr. hab. Jana Tomaszewskiego. Habilitację uzyskał w 1967 i został awansowany na docenta, a w 1979 na profesora nadzwyczajnego, zaś w 1993 został mianowany na profesora zwyczajnego. W latach 1979–1982 był kierownikiem Zakładu Gleboznawstwa, a od 1987 kierował Zakładem Gleb Darniowych i Górskich. Ponadto równolegle pracował także w Instytucie Geograficznym Uniwersytetu Wrocławskiego.
Autor 110 publikacji z następujących dziedzin: kartografia, klasyfikacja i geneza gleb, degradacja i ochrona środowiska glebowego, gleby łąkowe i czynniki kształtujące żyzność i urodzajność gleb oraz gleby górskie Sudetów i ich zagospodarowanie. Współautor Mapy Gleb Polski 1:300 000, map glebowych 1:100 000 większości powiatów Dolnego Śląska, mapy gleb Karkonoskiego Parku Narodowego 1:10 000 i 1:25 000 oraz Albumu Gleb Polski i Atlasu Śląska Dolnego i Opolskiego. Promotor 4 prac doktorskich.
Członek Polskiego Towarzystwa Gleboznawczego, Międzynarodowego Towarzystwa Gleboznawczego, Polskiego Towarzystwa Geograficznego i Polskiego Towarzystwa Nauk Agrotechnicznych, współzałożyciel i członek Polskiego Towarzystwa Łąkarskiego, Towarzystwa Rozwoju Ziem Górskich oraz Rady Naukowej Karkonoskiego Parku Narodowego.
Odznaczony Krzyżem Kawalerskim Orderu Odrodzenia Polski, Złotym Krzyżem Zasługi i Medalem Komisji Edukacji Narodowej.
W 1996 przeszedł na emeryturę. Zmarł 24 listopada 2011 roku i został pochowany na cmentarzu św. Rodziny przy ul. Smętnej we Wrocławiu.